# A Kongói Népköztársaság az 1972. évi nyári olimpiai játékokon
A Kongói Népköztársaság az NSZK-beli Münchenben megrendezett 1972. évi nyári olimpiai játékok egyik részt vevő nemzete volt. Az országot az olimpián 1 sportágban 6 sportoló képviselte, akik érmet nem szereztek.

## Atlétika
Férfi
| Versenyző                                                              | Versenyszám     | Előfutam | Előfutam | Előfutam | Negyeddöntő | Negyeddöntő | Negyeddöntő | Elődöntő | Elődöntő | Elődöntő | Döntő   | Döntő    |
| Versenyző                                                              | Versenyszám     | Idő      | Hely.    | Össz.    | Idő         | Hely.       | Össz.       | Idő      | Hely.    | Össz.    | Idő     | Helyezés |
| ---------------------------------------------------------------------- | --------------- | -------- | -------- | -------- | ----------- | ----------- | ----------- | -------- | -------- | -------- | ------- | -------- |
| Alphonse Yanghat                                                       | 100 m           | 10,95    | 7.       | 70.*     | kiesett     | kiesett     | kiesett     | kiesett  | kiesett  | kiesett  | kiesett | kiesett  |
| Jean-Pierre Bassegela                                                  | 200 m           | 21,72    | 6.       | 42.      | kiesett     | kiesett     | kiesett     | kiesett  | kiesett  | kiesett  | kiesett | kiesett  |
| Théophile Nkounkou                                                     | 400 m           | 47,86    | 7.       | 47.      | kiesett     | kiesett     | kiesett     | kiesett  | kiesett  | kiesett  | kiesett | kiesett  |
| Alphonse Mandonda                                                      | 800 m           | 1:51,2   | 7.       | 43.**    |             |             |             | kiesett  | kiesett  | kiesett  | kiesett | kiesett  |
| Antoine Nkounkou Louis Nkanza Jean-Pierre Bassegela Théophile Nkounkou | 4 × 100 m váltó | 39,86    | 4.       | 16.      |             |             |             | 39,97    | 8.       | 14.      | kiesett | kiesett  |

* - egy másik versenyzővel azonos időt ért el

** - két másik versenyzővel azonos időt ért el